# Kaz Patafta
Kaz Patafta (ur. 25 października 1988 w Canberze) – australijski piłkarz chorwackiego pochodzenia grający na pozycji ofensywnego pomocnika.
Patafta rozpoczął swoją karierę w 2006 w Benfice Lizbona. W sezonie 2007/2008 został wypożyczony do Melbourne Victory, gdzie rozegrał 13 meczów i strzelił jedną bramkę. W Benfice natomiast rozegrał jedno spotkanie, po czym w 2008 został sprzedany do Newcastle Jets.
Rozegrał 5 meczów dla reprezentacji Australii do lat 20.